# Вилма Рудолф
Вилма Рудолф (енгл. Wilma Glodean Rudolph; Кларксвил, 23. јун 1940 — Нешвил, 12. новембар 1994) је била америчка атлетичарка, трострука олимпијска победница.
Рођена је многобројној породици као 20-то од 22 деце. У детињству је боловала од дечје парализе, тако да је проходала тек са 12 година. Упркос болести, имала је јаку жељу и вољу да се бави спортом и да се такмичи. Пре него је постала атлетичарка, била је успешна у кошарци, коју је играла у средњој школи.
Већ у 16 години била је члан америчке штафете (4х100 м) на Олимпијским играма у Мелбурну 1956. године, са којом је освојила бронзану медаљу. Добила је државну стипендију и уписала факултет, који је завршила 1963 година. На Олимпијским играма у Риму 1960. године, доминирала је женским спринтом са 3 освојене златне медаље, две појединачно (100 м и 200 м) и једну у штафети 4x100 м.
Звали су је „Златна газела“ због брзине и лепоте покрета.
Удала се и имала је четворо деце. По завршетку каријере радила је као учитељица, тренер и спортски коментатор. Умрла је у 54 години од тумора на мозгу.
Године 2004. америчка пошта је издала поштанску марку са њеним ликом.

## Најзначајнији резултати

### Олимпијске игре
- 1956 Мелбурн: бронзана медаља
  - штафета 4 х 100 м (Меј Фагс, Маргарет Метјуз, Вилма Рудолф, Изабел Данијелс)
- 1960 Рим: златне медаље
  - 100 м
  - 200 м
  - штафета 4 х 100 м (Марта Хадсон, Лусинда Вилијамс, Барбара Џоунс, Вилма Рудолф)

### Светски рекорди
- 100 м :
  - 11,3 сек 1960 2. септембар Рим
  - 11,2 сек 1961 19. јул Штутгарт
- 200 м :
  - 22,9 сек 1960 9. јул Корпус Кристи